# جوليا تيمور
جوليا تيمور (بالإنجليزية: Julie Taymor)‏ مخرجة أفلام سينمائية ومسلسلات أمريكية ولدت في 15 ديسمبر 1952 بي بي كاليفورنيا درست الاخرج السينمائي في هولندا من أهم أفلامه فريدا كاهلو فيلم عن فريدا كاهلة ومع بطولة الممثلة والفنانة سلمى حايك.

## أفلام السينمائية
- 1999 - تيتوس (فيلم)
- 2002- فريدا مع الفنانة سلمى حايك
- 2003- جيمس سيريجيو
- 2007- المنزل الأبيض

## روابط خارجية
- جوليا تيمور على موقع IMDb (الإنجليزية)
- جوليا تيمور على موقع الموسوعة البريطانية (الإنجليزية)
- جوليا تيمور على موقع مونزينجر (الألمانية)
- جوليا تيمور على موقع ألو سيني (الفرنسية)
- جوليا تيمور على موقع ميوزك برينز (الإنجليزية)
- جوليا تيمور على موقع تيرنر كلاسيك موفيز (الإنجليزية)
- جوليا تيمور على موقع أول موفي (الإنجليزية)
- جوليا تيمور على موقع بوكس أوفيس موجو (الإنجليزية)
- جوليا تيمور على موقع قاعدة بيانات برودواي على الإنترنت (الإنجليزية)
- جوليا تيمور على موقع قاعدة بيانات الأفلام السويدية (السويدية)